# Korporativer Akteur
Korporative Akteure sind Organisationen, die von einem Eigentümer oder einer hierarchischen Führung kontrolliert werden (Top-down-Organisationen). Die Aktivitäten werden von Arbeitnehmern ausgeführt, deren eigene Interessen durch Arbeitsverträge neutralisiert worden sind. 
Während ein kollektiver Akteur von den Präferenzen der Mitglieder abhängig ist und von diesen kontrolliert wird, kann die Führung des korporativen Akteurs unabhängig entscheiden. Gemeinsam haben beide Typen von Akteuren, dass mehrere Akteure beteiligt sind, welche ein gemeinsames Ziel verfolgen oder gemeinsam ein Gut bzw. eine Dienstleistung produzieren.